# Пирнер, Максимиллиан
Максимилиан Пирнер (чеш. Maxmilián Pirner, 13 февраля 1854, Шютенхофен Австрийская империя (ныне Сушице, Пльзеньского края Чехии) — 2 апреля 1924, Прага) — чешский художник, иллюстратор, педагог.

## Биография
В 1872—1874 годах обучался в пражской Академии изобразительных искусств, в 1875—1879 — продолжил учёбу в венской академии.
С 1887 года преподавал курс жанровой живописи в Академии изобразительных искусств в Праге.
С 1896 года — профессор. Вёл мастерскую фигуральной живописи. Среди его известных учеников —  Людек Марольд и Вратислав Нехлеба.

## Творчество
Представитель Венского Сецессиона.
Автор полотен на тему классической мифологии, среди них такие, как «Медуза» (1891), «Геката» (1901)), мистических сюжетов («Лунатик или Прогулки на подоконнике», 1878), «Демон Любви» (1893), «Аллегория смерти» (1895)).
М. Пирнер создал также ряд эскизов с изображением женских фигур, многие из них в жанре ню.
Иллюстрировал произведения Лессинга, Ленау, Гейне.
Картины Максимилиана Пирнера